# (500832) 2013 GZ136
(500832) 2013 GZ136 est un objet transneptunien du disque des objets épars avec un diamètre estimé à environ 90 km.